# Gerald Bull
Gerald Bull (North Bay, 9 marzo 1928 – Bruxelles, 22 marzo 1990) è stato un ingegnere canadese, noto per i suoi lavori sull'artiglieria a lungo raggio.

## Biografia
È stato un brillante ingegnere progettista di cannoni d'artiglieria che si sono evoluti fino al Progetto Babilonia, commissionato dall'Iraq di Saddam Hussein: lo scopo era quello di realizzare un super-cannone capace di lanciare in orbita un proiettile che sarebbe dovuto successivamente rientrare nell'atmosfera secondo una traiettoria stabilita. Secondo questa concezione il proiettile lanciato poteva quindi colpire potenzialmente qualsiasi bersaglio sulla terra. L'idea era cioè di realizzare un sistema economico di lancio di ordigni che si potesse equiparare con la potenzialità dei missili balistici utilizzando però un enorme pezzo di artiglieria, naturalmente più impreciso, ma più alla portata costruttiva di regimi politici meno facoltosi di quelli occidentali (quali quello iracheno, appunto).
Il suo primo incarico fu per il programma CARDE (Canadian Armament Research and Establishment), concluso nel 1956 per dissidi interni nonostante Bull venisse poi promosso nel 1958 a capo del Dipartimento Aerospaziale. Ma Bull decise di lasciare l'incarico e nel 1961 accettò un incarico di insegnamento all'Università McGill. Con fondi governativi statunitensi e canadesi e il sostegno dell'università, diede avvio al suo programma denominato Progetto HARP (High Altitude Research Project), con cui realizzò i primi cannoni a lunghissima gittata. Il progetto fu chiuso nel 1967 e Bull decise di mettersi in proprio fondando una sua ditta, la Space Research Corporation. Con l'aiuto della CIA, Bull ottenne un contratto per la fornitura al governo sudafricano di speciali proiettili di artiglieria e dei piani per un cannone avanzato chiamato GC-45. Dopo che il presidente Carter entrò in carica nel 1976, Bull venne arrestato dalle Nazioni Unite per traffico illegale di armi in Sudafrica e dovette scontare sei mesi in un penitenziario degli Stati Uniti nel 1980. Dopo il rilascio Bull continuò a migliorare il suo cannone arrivando al modello G5, con cui arrivò a lanciare proiettili fino a 30 miglia di distanza. Questi successi lo fecero notare al regime iracheno. Il progetto Babilonia prevedeva un cannone così grande che doveva essere scavato in una collina per il suo supporto. Il suo diametro era di 3 piedi, ed era di circa 500 piedi di lunghezza. Una volta completato, sarebbe stato in grado di lanciare oltre 2 tonnellate in orbita, circa le dimensioni di un piccolo satellite da ricognizione. Il progetto non venne mai completato perché i pezzi commissionati in Inghilterra, al momento di essere imbarcati per l'Iraq con la scusa di servire a un impianto petrolifero, non avevano un progetto allegato che ne giustificasse il montaggio per fini non bellici. Rimasero comunque sospetti sul fatto che si riuscì lo stesso a realizzare cannoni più piccoli, ma progettati sempre secondo il modello Babilonia, che si ipotizza furono posizionati in basi segrete in Iraq: il progetto Babilonia propriamente detto era infatti il cosiddetto modello 4, e non si aveva nessuna prova che modelli più piccoli, i cannoni 1, 2 e 3 (Baby Babylon) non fossero stati precedentemente assemblati.
Bull ad ogni modo venne assassinato fuori dal suo appartamento a Bruxelles in Belgio probabilmente da agenti del Mossad. Secondo lo scrittore Frederick Forsyth l'assassinio potrebbe essere invece stato commissionato dallo stesso governo iracheno per impedire che Bull riferisse ad americani o israeliani la posizione dei cannoni 1, 2 e 3 già realizzati con i criteri del progetto Babilonia, anche se quello definitivo, come detto, non venne mai completato.

## Nei media
Sulla sua vicenda è ispirato il romanzo Il pugno di Dio di Frederick Forsyth, pubblicato nel 1994 ed il film The Big Gun - Il supercannone dello stesso anno, diretto da Robert Young, in cui il personaggio di Bull è interpretato dall'attore Frank Langella.
La storia dell'omicidio di Gerald Bull è narrata nel libro Educazione americana di Fabrizio Gatti.